# 羅德里戈·卡拉索·奧迪奧
羅德里戈·卡拉索·奧迪奧（Rodrigo Carazo Odio，1926年12月27日—2009年12月9日）是一位哥斯大黎加總統，出生於卡塔戈，1978年至1982年在任。聯合國下屬的學術研究機構和平大學於卡拉索任內創建。